# Torri Huske
Torri Huske (ur. 7 grudnia 2002) – amerykańska pływaczka specjalizująca się w stylu motylkowym, trzykrotna mistrzyni olimpijska (2024) i mistrzyni świata.

## Kariera
W 2019 roku na mistrzostwach świata juniorów w Budapeszcie zdobyła sześć medali, w tym pięć złotych. Indywidualnie najlepsza okazała się na dystansie 50 i 100 m stylem motylkowym, gdzie uzyskała odpowiednio czasy 25,70 i 57,71. Pozostałe złote medale zdobyła w sztafetach kobiet 4 × 100 m stylem dowolnym i zmiennym oraz sztafecie mieszanej 4 × 100 m stylem zmiennym. W konkurencji 100 m stylem dowolnym była druga z czasem 54,54.
Dwa lata później podczas igrzysk olimpijskich w Tokio w sztafecie 4 × 100 m stylem zmiennym wraz z Regan Smith, Lydią Jacoby i Abbey Weitzeil zdobyła srebrny medal. W konkurencji 100 m stylem motylkowym z czasem 55,73 uplasowała się na czwartej pozycji, przegrywając z brązową medalistką, Australijką Emmą McKeon, o 0,01 s. Huske płynęła też w sztafecie mieszanej 4 × 100 m stylem zmiennym, która została sklasyfikowana na piątym miejscu.
W 2024 roku na igrzyskach olimpijskich w Paryżu zwyciężyła na dystansie 100 m stylem motylkowym z czasem 55,59. Dzień wcześniej, płynęła w sztafecie 4 × 100 m stylem dowolnym i wraz z Kate Douglass, Gretchen Walsh i Simone Manuel zdobyła srebro, ustanawiając nowy rekord obu Ameryk (3:30,20).